# Rio Călinu
O Rio Călinu é um rio da Romênia, afluente do Rio Putna, localizado no distrito de Vrancea.